# Brachystelma cathcartense
Brachystelma cathcartense är en oleanderväxtart som beskrevs av Robert Allen Dyer. Brachystelma cathcartense ingår i släktet Brachystelma och familjen oleanderväxter. Inga underarter finns listade i Catalogue of Life.